# Письма Кэмптона — Уэсу
«Письма Кэмптона — Уэсу» — роман в письмах Джека Лондона и Анны Струнской. Первое издание вышло в 1903 году без указания имен авторов.
Роман представляет собой философскую дискуссию о любви и интимных отношениях, изложенную в форме переписки двух мужчин: молодого учёного Герберта Уэса и престарелого поэта Дэна Кэмптона. Джек Лондон выступил в романе от лица Уэса, Анна Струнская — от лица Кэмптона. Кэмптон оценивает любовь с эмоциональной точки зрения, в то время как Уэс использует научный подход и анализирует любовь с дарвинистских позиций.
Первое издание вызвало любопытство публики своей анонимностью и пользовалось относительным успехом.